# 鬼莊園
是美国的一部超自然恐怖电视连续剧，由麥可·弗拉納根创作并导演。改編自亨利‧詹姆斯1898年的小说《螺丝在拧紧》，本劇由《陰宅異事》原班人馬開創，並由原班卡司演出，兩部影集劇情並無關聯。本劇於2020年10月9日在Netflix上線。

## 劇情
故事設定於1980年代，一名年輕的美國教師來到英國布萊莊園受僱成為一對年幼兄妹的家庭教師，卻在這棟鄉間豪宅深陷許多令人毛骨悚然的神秘事件。

## 迴響
在爛番茄上，《鬼莊園》的评级是86％，根据77则评论，它的平均得分为7.2 / 10。网友的共识是：“《鬼莊園》或許不如前作《鬼入侵》恐怖，但在戲劇手法的操弄以及故事為主軸的劇情驅使下，《鬼莊園》是麥可·弗拉納根恐怖電影宇宙的又一部佳作” 在Metacritic上，基于17位评论家的评论，它的加权得分为62分（满分100分），这是一个“令人满意的评论”。 